# Gare de Poitiers
Gare de Poitiers vasútállomás Franciaországban, Poitiers településen.

## Vasútvonalak
Az állomást az alábbi vasútvonalak érintik:
- Párizs–Bordeaux-vasútvonal

## Kapcsolódó állomások
A vasútállomáshoz az alábbi állomások vannak a legközelebb:
- Gare de Ligugé (Gare de Bordeaux-Saint-Jean, Párizs–Bordeaux-vasútvonal)
- Gare de Chasseneuil (Paris Gare d’Austerlitz, Párizs–Bordeaux-vasútvonal)
- Gare de Mignaloux - Nouaillé
- Gare de Lusignan